# Fédération mexicaine des associations d'athlétisme
La Fédération mexicaine des associations d'athlétisme (en espagnol Federación Mexicana de Asociaciones de Atletismo, A.C, FMAA) est la fédération d'athlétisme du Mexique, fondée en 1925, elle est affiliée à l'IAAF depuis 1933. Présidée par Antonio Lozano Pineda, elle siège à Mexico, dans l'arrondissement d'Iztacalco.